# Воєн
Воєн (чеськ. Vojen) — третій з семи легендарних чеських князів від легендарного засновника династії Пршемисловичів Пржемисла Орача, до першого історично достовірного князя Боривоя. Імена цих князів вперше зустрічаються в «Чеської хроніки» Козьми Празького, звідки потрапили в більшість історичних праць аж до робот XIX століття Франтішека Палацького «Історія чеського народу в Чехії і Моравії».
Згідно з однією з теорій, кількість князів відповідає зображенню на фресках на стінах ротонди в Зноймо в Моравії. Однак Анежка Мерхаутова стверджує, що на фресці зображені всі представники династії Пржемисловічей, в тому числі молодші князі Моравії.